# SWEEPS J175902.67-291153.5
SWEEPS J175902.67-291153.5 è una stella nella costellazione del Sagittario, situata a circa 27710 anni luce dal Sole. Attorno alla stella ruota almeno un pianeta, uno dei più lontani mai scoperti.

## Caratteristiche
La magnitudine apparente di SWEEPS J175902.67-291153.5 è +19.83. Essa appartiene alle stelle di classe F, e si trova al centro dellanostra galassia, ovvero nel rigonfiamento centrale.
La massa di SWEEPS J175902.67-291153.5 è stimata in circa 1,1 masse solari. La stella è 1,45 volte più grande del Sole (2 019 391,8 km o 0,013498800 au).

## Storia delle osservazioni

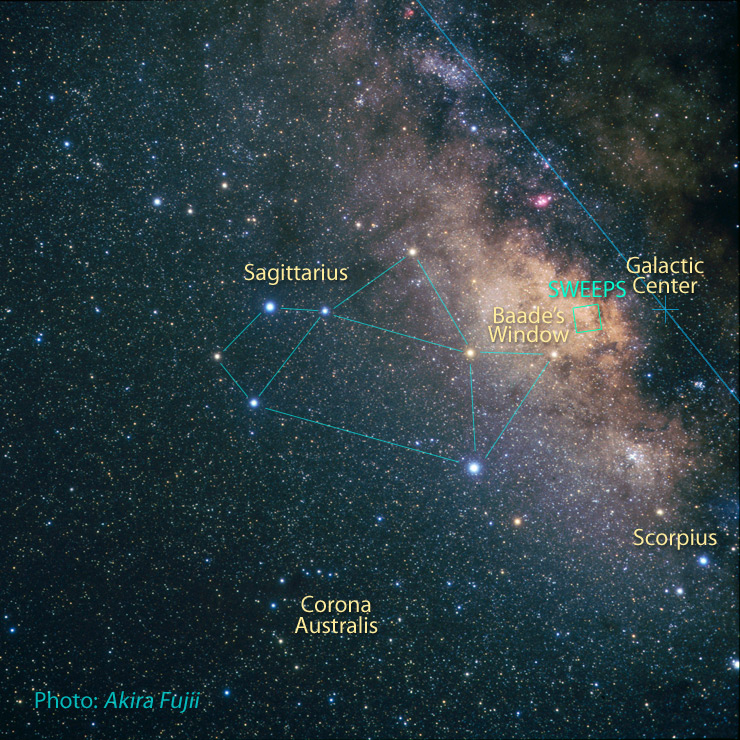
Area di ricerca di SWEEPS

Nel 2004, la stella è entrata nel campo visivo del telescopio Hubble. Durante il programma SWEEPS (Sagittarius Window Eclipsing Extrasolar Planet Search), 16 candidati esopianeti sono stati scoperti vicino alle stelle del centro galattico, incluso un pianeta vicino a SWEEPS J175902.67-291153.5.

## Sistema planetario

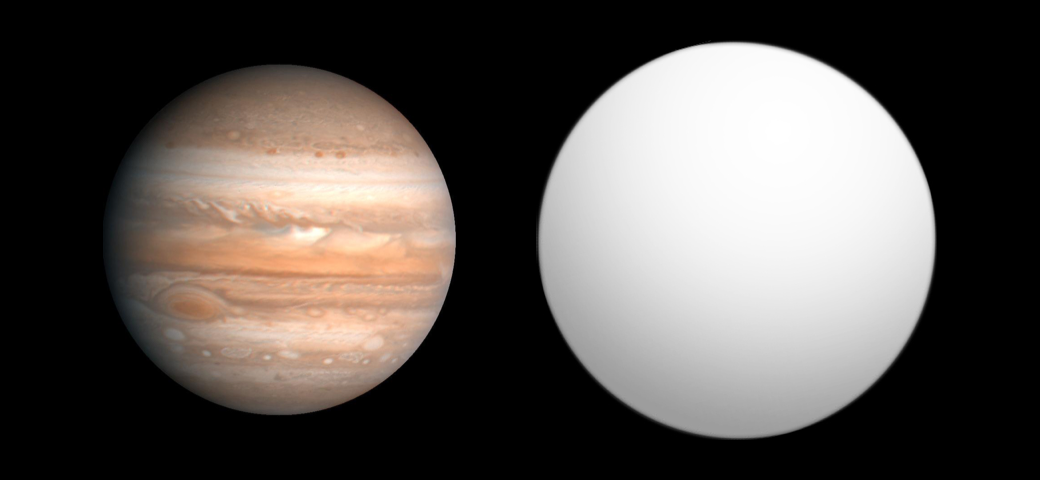
Confronto delle dimensioni di SWEEPS-11 con Giove.

Nel 2006 è stata annunciata la scoperta del pianeta SWEEPS-11 (SWEEPS J175902.67-291153.5 b), un pianeta gioviano caldo con circa 10 volte la massa di Giove. L'orbita del pianeta si trova a soli 0,03 au(circa 4,5 milioni di chilometri) dalla stella madre. Pertanto, la sua atmosfera è estremamente calda. Il pianeta effettua una rivoluzione completa attorno alla sua stella in quasi 1,8 giorni o 43 ore.

### Prospetto del sistema
| Pianeta   | Tipo           | Massa      | Raggio       | Periodo orb. | Sem. maggiore | Scoperta |
| --------- | -------------- | ---------- | ------------ | ------------ | ------------- | -------- |
| SWEEPS-11 | Gioviano caldo | 9,7±5,6 MJ | 1,13±0,21 rJ | 1,796 giorni | 0,03 UA       | 2006     |